# Los Ranchitos, Tlajomulco de Zúñiga
Los Ranchitos är en ort i Mexiko.   Den ligger i kommunen Tlajomulco de Zúñiga och delstaten Jalisco, i den centrala delen av landet, 500 km väster om huvudstaden Mexico City. Los Ranchitos ligger 1 574 meter över havet och antalet invånare är 222.
Terrängen runt Los Ranchitos är varierad. Runt Los Ranchitos är det tätbefolkat, med 266 invånare per kvadratkilometer. Närmaste större samhälle är Hacienda Santa Fe, 9,7 km nordost om Los Ranchitos. I omgivningarna runt Los Ranchitos växer huvudsakligen savannskog.